# Christian Diener
Pour les articles homonymes, voir Diener.
Christian Diener, né le 6 mars 1993, est un nageur allemand, spécialiste du dos.

## Palmarès

### Championnats du monde
Grand bassin
- Championnats du monde juniors 2011 à Lima ( Pérou) :
  -  Médaille d'or sur 50 m dos

Petit bassin
- Championnats du monde 2021 à Abou Dabi ( Émirats arabes unis) :
  -  Médaille d'argent sur 50 m dos
  -  Médaille de bronze sur 200 m dos

### Championnats d'Europe
Grand bassin
- Championnats d'Europe 2012 à Debrecen (Hongrie) :
  -  Médaille d'argent au titre du relais mixte 4 × 100 m nage libre[1].
- Championnats d'Europe 2014 à Berlin (Allemagne) :
  -  Médaille d'argent sur 200 m dos

- Championnats d'Europe juniors 2010 à Helsinki ( Finlande) :
  -  Médaille d'or sur 50 m dos
  -  Médaille de bronze au titre du relais 4 × 100 m quatre nages
- Championnats d'Europe juniors 2011 à Belgrade ( Serbie) :
  -  Médaille d'or sur 50 m dos
  -  Médaille d'or sur 100 m dos
  -  Médaille d'or sur 200 m dos
  -  Médaille d'argent au titre du relais 4 × 100 m quatre nages

Petit bassin
- Championnats d'Europe en petit bassin 2011 à Szczecin ( Pologne) :
  -  Médaille de bronze au titre du relais 4 × 50 m quatre nages
- Championnats d'Europe en petit bassin 2013 à Herning ( Danemark) :
  -  Médaille d'argent sur 50 m dos
  -  Médaille d'argent au titre du relais mixte 4 × 50 m quatre nages
  -  Médaille de bronze sur 100 m dos
  -  Médaille de bronze au titre du relais 4 × 50 m quatre nages